# 여순항 봉쇄 작전
여순항 봉쇄 작전(旅順港閉塞作戦)은 1904년 2월, 러일 전쟁 때 벌어진 여순항 해전에서 일본 제국 해군이 실시한 러시아 제국 해군 여순 함대에 대한 해상 봉쇄 작전이다. 3차에 걸쳐 진행되었지만 만족할 수준으로 뤼순항을 봉쇄하지는 못했다.

## 배경

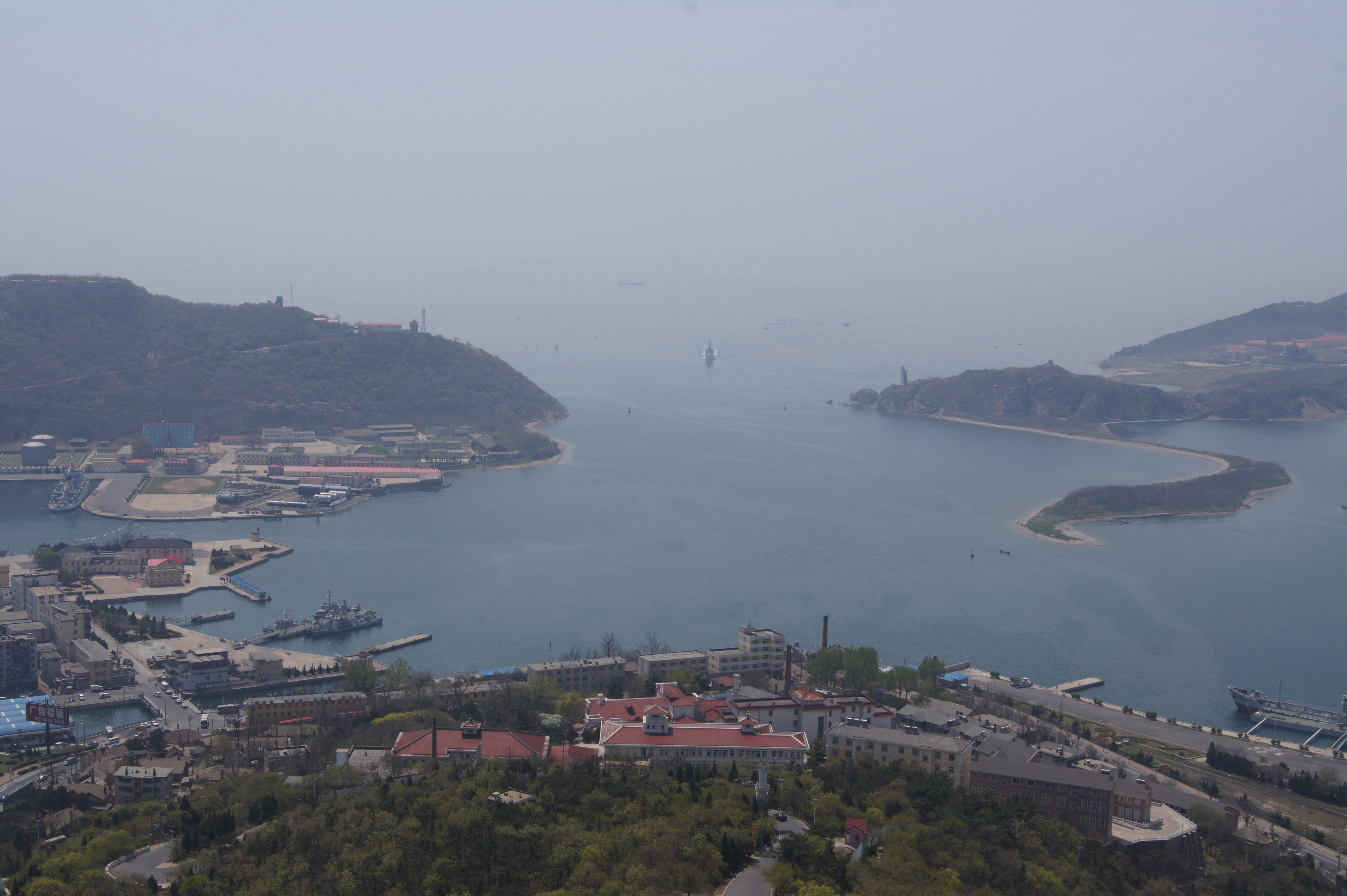
뤼순 항과 반도

한반도를 둘러싸고 러일 관계가 악화되면서 일본은 대러시아 전을 상정해 작전 계획을 수립하고 있었다. 그러나 전장이 주로 중국 대륙(만주)이었기 때문에 일본은 해상 수송에 의존해여 육군에 대한 보급을 해야 했다. 이런 상황에서 세계 최강이라 평가를 받는 발틱 함대가 여순 함대(태평양 함대)에 합류할 경우에는 일본 측이 불리하다고 판단했다.
아키야마 사네유키는 미국에 유학 가서 군사학을 연구하였다. 관전 무관으로 ‘미국-스페인 전쟁’에 참여하여 함대로 근접 봉쇄를 한 ‘산티아고 봉쇄 작전’과 ‘산티아고 데 쿠바 해전’에 이르는 경과를 관전하였고 해상 전력의 이론적 연구를 해왔다. 아키야마는 봉쇄가 위험 부담이 크다고 생각했지만, 이등 전함 ‘진원’을 이용하여 만구를 봉쇄하는 전략을 세웠다. 아리마 료키쓰 중령은 비밀리에 뤼순의 실지 조사를 실시하고 봉쇄 작전을 연구했다. 1903년에 밸러스트를 가득 실은 낡은 함선을 만 입구에 침몰시켜, 273m 너비의 뤼순 항 입구를 봉쇄하는 전략을 군령부에 제출했다. 연합 함대 사령부가 출범하면서 작전 계획인 ‘기밀 제120호’가 발령되었다. 개전 초기의 작전 계획에서는 해군이 뤼순, 인천의 러시아 함대를 격파하고, 육군을 지원하는 것을 임무로 했지만, 연합함대 사령장관인 도고 헤이하치로와 참모장인 시마무라 하야오는 봉쇄 작전을 보류했다.
연합함대는 1차, 2차 여순 함대 공격을 통해 만 밖으로 나와 전투를 피하고 안전한 항구에서 머무는 여순 함대를 어뢰정으로 기습하고, 만 입구에 기뢰를 부설했다. 그러나 해안 포대의 방호를 받는 여순 항 내부의 함대에 결정적인 타격을 주지는 못했다.

## 작전

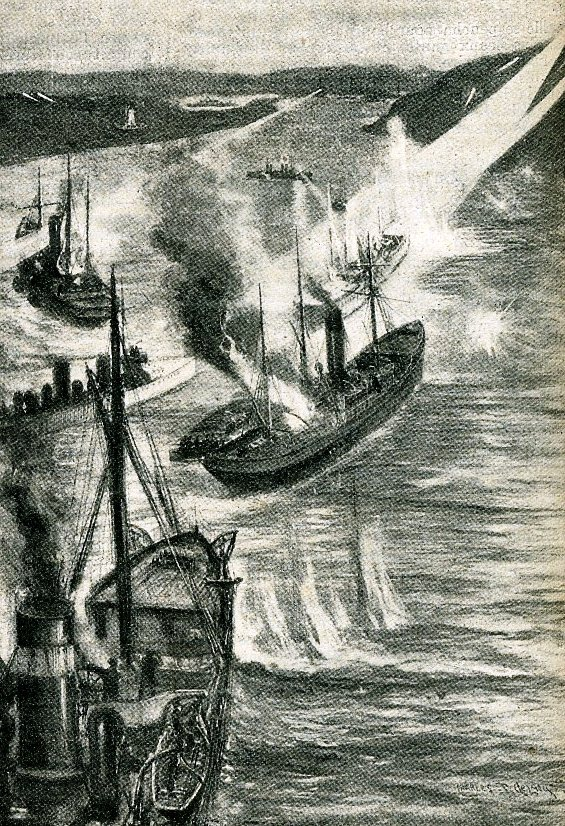
제2차 봉쇄 작전을 그린 일러스트, 러시아 군은 탐조등을 효과적으로 사용해 일본을 격퇴했다

### 제1차 봉쇄 작전
2월 18일 도고는 3차에 걸쳐 진행된 여순구 봉쇄와 항내 간접 사격 작전 발동을 명령했다. 5척의 노후 선박과 77명의 지원병으로 구성된 봉쇄 선단이 조직되었다. 23일 23시 50분, 경계와 습격을 임무로 하는제5구축대(사령: 마노이와 오타로 중좌, 가케로, 시라누이, 무라쿠모, 유우기)와 봉쇄 선단은 여순항 근처의 노철산(老鉄山) 아래까지 진출했다.
24일 0시 30분부터 달이 사라지고, 황금산(黄金山), 성두산(城頭山), 백은산(白銀山)의 러시아 포대에서 서치라이트의 비춰지기 시작했다. 제5구축대는 탐조등을 피하면서 노철산 동쪽 연안을 따라 천천히 서진을 했지만 결국 발각되고 말았다. 1시 30분에 탐조등이 꺼진 틈을 타서 정찰을 한 결과, 구축함 2척과 함종 불명의 한 척을 발견하고 어뢰 공격을 했다.
습격을 가한 후 어뢰정을 이용하여 항로 정찰을 했지만, 탐조등에 의해 발각되어 포격을 받았다. 육상 포대가 포격을 중지하고, 항로가 확인되었기 때문에, 노철산 앞바다에 대기하고 있던 5척의 봉쇄 선단은 4시 15분부터 덴신마루(天津丸), 호고쿠마루(報国丸), 인초마루(仁川丸), 다케아키마루(武揚丸), 부슈마루(武州丸) 순으로 돌입을 시작했다. 러시아 군의 해안 포대에서 탐조등과 격렬한 포격을 받아 봉쇄선단의 위치 파악도 곤란해졌다. 호고쿠마루는 전함 레트비잔으로부터 포격을 받으면서도 거의 만구의 등대 아래에 자침할 수 있었지만, 다른 봉쇄선은 만 입구 앞에서 자침하여 봉쇄가 제대로 되지 못한 것이다.
어뢰정 부대는 위험을 무릅쓰고 봉쇄선을 탈출한 돌입대를 태웠다. 덴신마루, 호고쿠마루, 다케아키마루의 승무원은 제14정 부대에 태워졌지만, 제9정대 엔케쓰(燕欠)는 공격을 했기 때문에 인초마루와 부슈마루의 승무원을 태우지 못했다. 24일 동안 인초마루와 부슈마루의 승무원을 태우지 못했기 때문에, 도고 장관은 25일에 지하야(千早)와 다쓰다(龍田)를 뤼순에 파견해 수색을 계속했지만 발견하지 못했다.
한편, 두 배의 승무원들은 포화를 피해 숨어서 해상을 떠다니다가 우연히 만나서 합류를 하게 된다. 그들은 정크선 등을 사용하여 청나라의 연대에 도착했다. 미즈노 고키치 영사와 모리요 시타로 중령과 연락하는데 성공하면서 귀환을 했다. 또한, 이 때 해외 언론이 수송선을 격침한 것을 보도하면서, 육군이 숨기고 있던 봉쇄 작전이 표면화되었다.
이 작전에서는 기관병 1명이 사망했다.

### 제2차 봉쇄 작전
제2차 봉쇄 작전은 3월 27일 새벽에 결행되었다. 4척의 봉쇄 선박을 투입하여 실행되었지만, 또 다시 러시아 군에 포착되어 실패했다. 이 작전에서는 봉쇄선 후쿠이마루(福井丸)를 지휘한 히로세 다케오 소령(이후 중령 특진)이 전사하고 나중에 군신으로 추앙받았다. 또 스기노 마고시치 상등 병조(사후, 병조장), 신호 병조, 기간병 등 총 4명이 전사했다.

### 제3차 봉쇄 작전
제3차 봉쇄 작전은 5월 2일 밤에 실시되었다. 12척의 봉쇄 선박을 이용한 최대 규모의 작전이었지만, 날씨가 좋지 않아서 총지휘관인 하야시 보네오 중령은 작전 중단을 결정했다. 그러나 중지명령에도 후속함에 돌아가 귀환하지 않고 봉쇄선 8척과 작전조가 그대로 돌입했다. 결국 그 봉쇄선도 해안 포대에 의해 막혀 만 앞바다에서 침몰했다. 이때 노무라 쓰토무 소령, 무카이 키쿠타로 소령, 시라이 시요시에 소령, 유아사 다케지로 소령, 다카야나 기타다오 소령, 우치다 히로시 대위, 이토야마 데이지 대위, 야마모토 오야산 경감, 가사하라 사부로 대위, 다카하시 시즈카 대위, 데라지마 사다타로 기관소감, 야노 켄이치 기관소감, 이와세 양 기관소감, 시미즈 기관소감, 아오키 요시쓰구 대기관사 외에도 다수의 준사관 하사와 병사가 전사 또는 실종되었다.

## 결과
작전 후 도고 사령관은 ‘제3차 봉쇄 작전이 근본적으로 성공했다’라고 대본영에 타전했지만 여순 함대는 여전히 출입항 가능한 상태였으며, 당시 일본이 보유하고 있던 1000톤 이상 상선 197척 중 10%에 해당하는 21척이 투입된 이 봉쇄 작전은 사실상 실패로 끝났다.
한편 러시아 측에서는 블라디보스토크에 순양함대를 파견시켰고, 연합 함대를 뤼순에서 끌어내는 것을 도모하는 동시에, 발틱 함대의 회항을 결정한다.
혼자 힘으로의 여순 함대를 무력화시키려고 집중하던 일본 해군이었지만, 거듭된 봉쇄 작전의 실패와 블라디보스토크 순양함대의 통상파괴 작전에 대처를 해야 했다. 6척이었던 전함 중 하쓰세(初瀬)와 야시마(八島)를 5월 15일에 기뢰로 잃고 더욱 어려운 상황에 빠졌다. 발트 함대가 도착할 때까지 시간적 유예를 제한당하자, 마침내 해군은 뤼순(여순 요새) 공략을 육군에 요청했다. 육군은 노기 마레스케 장군을 사령관으로 하는 여러 군대를 편성하고 여순항 포위를 시작하는 한편 여순 전투를 육상전으로 전환했다.
공략전 와중에 점령된 대호산(大弧山)과 해서산(海鼠山) 등의 지점에서의 관측에 의한 일본 육군의 포격 외에도 블라디보스톡으로 탈출하기 위한 시도로 발발한 황해 해전에서 연합 함대에 의해 봉쇄되어 여순 함대는 무력화되었다. 함선의 일부 무장은 육상 진지로 돌아갔고, 해상 전투를 할 수 없게 된 여순 함대의 병사도 요새 방위 보충병으로 육상전에 투입되었다.
6만 명에 가까운 사상자를 내면서 일본 육군이 여순을 공략하자, 항구에 정박한 함선은 킹스톤 밸브를 열어 자침을 선택했고, 이로써 여순 함대는 완전히 섬멸되었다.

## 동원 전력

### 제1차 봉쇄 작전
- 덴신마루 (天津丸)：아리마 료키쓰 중좌 외 16명
- 호고쿠마루 (報国丸)：히로세 다케오 소좌 외15명
- 인초마루 (仁川丸)：사이토 시치고로 대위 외15명
- 다케아키마루 (武揚丸)：마사키 요시모토 대위 외13명
- 부슈마루 (武州丸)：도리사키 야스조 대위 외13명

### 제2차 봉쇄 작전
- 지요마루 (千代丸)：아리마 료키쓰 중좌 외 16명
- 후쿠이마루 (福井丸)：히로세 다케오 소좌 외 16명
- 야히코마루 (弥彦丸)：사이토 시치고로 대위 외 14명
- 요네야마마루 (米山丸)：마사키 요시모토 대위 외 14명

### 제3차 봉쇄 작전
- 총지휘관 : 하야시 미네오 중좌
- 제1소대
  - 시바타마루 (新発田丸)：遠矢勇之助 대위 외 24명
  - 오구라마루 (小倉丸)：福田昌輝 소좌 외 20명
  - 아사가오마루 (朝顔丸)：向菊太郎 대위 외 17명
  - 미카와마루 (三河丸)：소사 다네히로 대위 외 17명
- 제2소대
  - 도토미마루 (遠江丸)：本田親民 소좌 외 17명
  - 푸산마루 (釜山丸)：오스미 미네오 대위 외 17명
  - 에도마루 (江戸丸)：다카야나기 다네오
- 제3소대
  - 나가토마루 (長門丸)：田中銃郎 소좌 외 21명
  - 오타루마루 (小樽丸)：野村勉 대위 외 16명
  - 사쿠라마루 (佐倉丸)：시라이시 요시에 대위 외 19명
- 제4소대
  - 사가미마루 (相模丸)：유아사 다케지로 대위 외 25명
  - 아이코쿠마루 (愛国丸)：이누즈카 다로 대위 외 23명

위의 지휘를 맡은 다카야나기(高柳), 노무라(野村), 시라이시(白石), 유아사(湯浅) 대위는 전사했고, 소좌로 진급했다.